# Педро Марія Артола
Педро Марія Артола (ісп. Pedro María Artola, нар. 6 вересня 1948, Андоайн) — іспанський футболіст, що грав на позиції воротаря за «Реал Сосьєдад» та «Барселону». У складі останньої ставав володарем низки національних і континентальних трофеїв.

## Клубна кар'єра
З 1968 року включався до заявки команди «Реал Сосьєдад», проте довгий час був її резервним голкіпером. Свої перші ігри в Ла-Лізі провів у сезоні 1970/71. Основним воротарем «Сосьєдада» став у 1974/1975.
Своєю грою того сезону привернув увагу керівництва «Барселони», до лав якої приєднався у липні 1975 року. Спочатку був здебільшого запасним гравцем, основним воротарем каталонців став перед сезоном 1977/78 і виступав у цьому статусі протягом п'яти років. Згодом знову був резервним голкіпером, загалом провівши за «Барсу» дев'ять сезонів до завершення професійної кар'єри футболіста у 1984 році. Вигравав у складі команди низку трофеїв, зокрема два Кубки володарів кубків УЄФА. У 28 іграх сезону 1978/79 пропустив лише 23 голи, ставши володарем Трофея Самори найнадійнішому воротареві іспанської Ла-Ліги.

## Виступи за збірну
1980 року викликався до лав національної збірної Іспанії. Включався до її заявки на  чемпіонат Європи 1980 року в Італії. Утім ані в іграх турніру, ані згодом в офіційних матчах за збірну так і не дебютував.

## Титули і досягнення

### Командні
- Володар Кубка Іспанії (3):

«Барселона»: 1977/1978, 1980/1981, 1982/1983
- Володар Кубка іспанської ліги (1):

«Барселона»: 1983
- Володар Суперкубка Іспанії (1):

«Барселона»: 1983
- Володар Кубка Кубків УЄФА (2):

«Барселона»: 1978/1979, 1981/1982

### Особисті
- Володар Трофея Самори (1):

1978/1979